# 2012-es Toyota Grand Prix of Long Beach
A 2012-es Toyota Grand Prix of Long Beach volt a 2012-es Izod IndyCar Series szezon harmadik futama. A versenyt 2012. április 15-én rendezték meg a Kaliforniaban található Long Beachben.

## Nevezési lista
| Csapat                          | Motor     | Első pilóta | Első pilóta         | Második pilóta | Második pilóta     | Harmadik pilóta | Harmadik pilóta  | Negyedik pilóta | Negyedik pilóta |
| ------------------------------- | --------- | ----------- | ------------------- | -------------- | ------------------ | --------------- | ---------------- | --------------- | --------------- |
| Team Penske                     | Chevrolet | 2           | Ryan Briscoe        | 3              | Hélio Castroneves  | 12              | Will Power       |                 |                 |
| Panther Racing                  | Chevrolet | 4           | J. R. Hildebrand    |                |                    |                 |                  |                 |                 |
| KV Racing Technology            | Chevrolet | 5           | E. J. Viso          | 8              | Rubens Barrichello | 11              | Tony Kanaan      |                 |                 |
| Lotus-Dragon Racing             | Lotus     | 6           | Katherine Legge     | 7              | Sebastien Bourdais |                 |                  |                 |                 |
| Target Chip Ganassi Racing      | Honda     | 9           | Scott Dixon         | 10             | Dario Franchitti   | 38              | Graham Rahal     | 83              | Charlie Kimball |
| A. J. Foyt Enterprises          | Honda     | 14          | Mike Conway         |                |                    |                 |                  |                 |                 |
| Rahal Letterman Laningan Racing | Honda     | 15          | Szató Takuma        |                |                    |                 |                  |                 |                 |
| Dale Coyne Racing               | Honda     | 18          | Justin Wilson       | 19             | James Jakes        |                 |                  |                 |                 |
| Ed Carpenter Racing             | Chevrolet | 20          | Ed Carpenter        |                |                    |                 |                  |                 |                 |
| Lotus-Dreyer & Reinbold Racing  | Lotus     | 22          | Oriol Servià        |                |                    |                 |                  |                 |                 |
| Andretti Autosport              | Chevrolet | 26          | Marco Andretti      | 27             | James Hinchcliffe  | 28              | Ryan Hunter-Reay |                 |                 |
| Sarah Fisher Hartman Racing     | Honda     | 67          | Josef Newgarden     |                |                    |                 |                  |                 |                 |
| Schmidt Hamilton Motorsports    | Honda     | 77          | Simon Pagenaud      |                |                    |                 |                  |                 |                 |
| Lotus-HVM Racing                | Lotus     | 78          | Simona de Silvestro |                |                    |                 |                  |                 |                 |
| Team Barracuda – BHA            | Lotus     | 98          | Alex Tagliani       |                |                    |                 |                  |                 |                 |
| HIVATALOS NEVEZÉSI LISTA        |           |             |                     |                |                    |                 |                  |                 |                 |

## Eredmények

### Időmérő
| Pozíció | #  | Pilóta              | Csapat                          | Motor     | Egyes csoport | Kettes csoport | Top 12    | Fast 6    |
| ------- | -- | ------------------- | ------------------------------- | --------- | ------------- | -------------- | --------- | --------- |
| 1       | 2  | Ryan Briscoe        | Team Penske                     | Chevrolet | 1:09.3277     |                | 1:09.0100 | 1:08.6089 |
| 2       | 12 | Will Power          | Team Penske                     | Chevrolet |               | 1:09.4780      | 1:08.8516 | 1:08.7073 |
| 3       | 28 | Ryan Hunter-Reay    | Andretti Autosport              | Chevrolet |               | 1:09.5667      | 1:08.9054 | 1:08.7163 |
| 4       | 10 | Dario Franchitti    | Chip Ganassi Racing             | Honda     |               | 1:09.6044      | 1:08.9839 | 1:09.0327 |
| 5       | 5  | E. J. Viso          | KV Racing Technology            | Chevrolet | 1:09.4786     |                | 1:09.0634 |           |
| 6       | 27 | James Hinchcliffe   | Andretti Autosport              | Chevrolet | 1:09.6733     |                | 1:09.0396 | 1:09.2109 |
| 7       | 67 | Josef Newgarden     | Sarah Fisher Hartman Racing     | Honda     |               | 1:09.2455      | 1:09.0697 |           |
| 8       | 3  | Hélio Castroneves   | Team Penske                     | Chevrolet |               | 1:09.8526      | 1:09.0846 |           |
| 9       | 18 | Justin Wilson       | Dale Coyne Racing               | Honda     | 1:09.6204     |                | 1:09.0910 |           |
| 10      | 11 | Tony Kanaan         | KV Racing Technology            | Chevrolet | 1:09.7545     |                | 1:09.1987 |           |
| 11      | 77 | Simon Pagenaud      | Schmidt-Hamilton Motorsports    | Honda     |               | 1:09.6351      | 1:09.2078 |           |
| 12      | 9  | Scott Dixon         | Chip Ganassi Racing             | Honda     | 1:09.5623     |                | 1:09.3658 |           |
| 13      | 15 | Szató Takuma        | Rahal Letterman Laningan Racing | Honda     | 1:09.9000     |                |           |           |
| 14      | 14 | Mike Conway         | A. J. Foyt Enterprises          | Honda     |               | 1:09.8868      |           |           |
| 15      | 38 | Graham Rahal        | Chip Ganassi Racing             | Honda     | 1:09.9796     |                |           |           |
| 16      | 4  | J. R. Hildebrand    | Panther Racing                  | Chevrolet |               | 1:10.3794      |           |           |
| 17      | 83 | Charlie Kimball     | Chip Ganassi Racing             | Honda     | 1:10.0188     |                |           |           |
| 18      | 26 | Marco Andretti      | Andretti Autosport              | Chevrolet |               | 1:10.5939      |           |           |
| 19      | 8  | Rubens Barrichello  | KV Racing Technology            | Chevrolet | 1:10.0651     |                |           |           |
| 20      | 22 | Oriol Servià        | Lotus-Dreyer & Reinbold Racing  | Lotus     |               | 1:10.6835      |           |           |
| 21      | 98 | Alex Tagliani       | Team Barracuda - BHA            | Lotus     | 1:10.8168     |                |           |           |
| 22      | 19 | James Jakes         | Dale Coyne Racing               | Honda     |               | 1:10.7579      |           |           |
| 23      | 20 | Ed Carpenter        | Ed Carpenter Racing             | Chevrolet | 1:11.4519     |                |           |           |
| 24      | 7  | Sebastien Bourdais  | Lotus-Dragon Racing             | Lotus     |               | 1:10.8154      |           |           |
| 25      | 6  | Katherine Legge     | Lotus-Dragon Racing             | Lotus     | 1:12.1142     |                |           |           |
| 26      | 78 | Simona de Silvestro | Lotus-HVM Racing                | Lotus     |               | 1:12.0590      |           |           |

## Rajtfelállás
| Rajtsor                                           | Belső ív | Belső ív             | Külső ív | Külső ív           |
| ------------------------------------------------- | -------- | -------------------- | -------- | ------------------ |
| 1                                                 | 10       | Dario Franchitti     | 67       | Josef Newgarden    |
| 2                                                 | 18       | Justin Wilson        | 77       | Simon Pagenaud     |
| 3                                                 | 9        | Scott Dixon          | 15       | Szató Takuma       |
| 4                                                 | 14       | Mike Conway          | 38       | Graham Rahal       |
| 5                                                 | 83       | Charlie Kimball      | 98       | Alex Tagliani      |
| 6                                                 | 2        | Ryan Briscoe†        | 12       | Will Power†        |
| 7                                                 | 28       | Ryan Hunter-Reay†    | 19       | James Jakes        |
| 8                                                 | 5        | E. J. Viso†          | 27       | James Hinchcliffe† |
| 9                                                 | 78       | Simona de Silvestro  | 3        | Hélio Castroneves† |
| 10                                                | 11       | Tony Kanaan †        | 4        | J. R. Hildebrand † |
| 11                                                | 8        | Rubens Barrichello † | 26       | Marco Andretti †   |
| 12                                                | 22       | Oriol Servià †       | 20       | Ed Carpenter †     |
| 13                                                | 7        | Sebastien Bourdais † | 6        | Katherine Legge †  |
| † 10 rajthelyes büntetést kapott motorcsere miatt |          |                      |          |                    |

### Verseny
| Pozíció | #  | Pilóta              | Csapat                         | Motor     | Futott kör | Idő/Kiesés oka         | Rajthely | Élen töltött körök száma | Pont |
| --- | -- | ------------------- | ------------------------------ | --------- | ---------- | ---------------------- | -------- | ------------------------ | ---- |
| 1. | 12 | Will Power          | Team Penske                    | Chevrolet | 85         | 1:54:01.6082           | 12       | 15                       | 50   |
| 2. | 77 | Simon Pagenaud      | Schmidt Hamilton Motorsports   | Honda     | 85         | +0.8675                | 4        | 26                       | 42   |
| 3. | 27 | James Hinchcliffe   | Andretti Autosport             | Chevrolet | 85         | +13.2719               | 16       | 0                        | 35   |
| 4. | 11 | Tony Kanaan         | KV Racing Technology           | Chevrolet | 85         | +18.1951               | 19       | 0                        | 32   |
| 5. | 4  | J. R. Hildebrand    | Panther Racing                 | Chevrolet | 85         | +44.5059               | 20       | 0                        | 30   |
| 6. | 28 | Ryan Hunter-Reay†   | Andretti Autosport             | Chevrolet | 85         | +42.5631               | 13       | 4                        | 28   |
| 7. | 2  | Ryan Briscoe        | Team Penske                    | Chevrolet | 85         | +1:40.1271             | 11       | 5                        | 27   |
| 8. | 15 | Szató Takuma        | Rahal Letterman Lanigan Racing | Honda     | 84         | +1 Kör                 | 6        | 16                       | 24   |
| 9. | 8  | Rubens Barrichello  | KV Racing Technology           | Chevrolet | 84         | +1 Kör                 | 22       | 0                        | 22   |
| 10. | 18 | Justin Wilson       | Dale Coyne Racing              | Honda     | 84         | +1 Kör                 | 3        | 15                       | 20   |
| 11. | 19 | James Jakes         | Dale Coyne Racing              | Honda     | 84         | +1 Kör                 | 14       | 0                        | 19   |
| 12. | 5  | E.J. Viso           | KV Racing Technology           | Chevrolet | 84         | +1 Kör                 | 15       | 0                        | 18   |
| 13. | 3  | Hélio Castroneves†  | Team Penske                    | Chevrolet | 84         | +1 Kör                 | 18       | 0                        | 17   |
| 14. | 20 | Ed Carpenter        | Ed Carpenter Racing            | Chevrolet | 83         | +2 Kör                 | 24       | 0                        | 16   |
| 15. | 10 | Dario Franchitti    | Chip Ganassi Racing            | Honda     | 82         | +3 Kör                 | 1        | 4                        | 15   |
| 16. | 22 | Oriol Servià        | Dreyer & Reinbold Racing       | Lotus     | 82         | +3 Kör                 | 23       | 0                        | 14   |
| 17. | 7  | Sebastien Bourdais  | Dragon Racing                  | Lotus     | 82         | +3 Kör                 | 25       | 0                        | 13   |
| 18. | 83 | Charlie Kimball     | Chip Ganassi Racing            | Honda     | 80         | Váltó                  | 9        | 0                        | 12   |
| 19. | 6  | Katherine Legge     | Dragon Racing                  | Lotus     | 80         | +5 Kör                 | 26       | 0                        | 12   |
| 20. | 78 | Simona de Silvestro | HVM Racing                     | Lotus     | 74         | Motor                  | 21       | 0                        | 12   |
| 21. | 98 | Alex Tagliani       | Team Barracuda – BHA           | Lotus     | 46         | Túlmelegedés           | 10       | 0                        | 12   |
| 22. | 14 | Mike Conway         | A. J. Foyt Enterprises         | Honda     | 41         | Váltó                  | 7        | 0                        | 12   |
| 23. | 9  | Scott Dixon         | Chip Ganassi Racing            | Honda     | 27         | Gyújtás                | 5        | 0                        | 12   |
| 24. | 38 | Graham Rahal        | Chip Ganassi Racing            | Honda     | 23         | Baleset Andretti-vel   | 8        | 0                        | 12   |
| 25. | 26 | Marco Andretti      | Andretti Autosport             | Chevrolet | 22         | Baleset Rahal-al       | 21       | 0                        | 10   |
| 26. | 67 | Josef Newgarden     | Sarah Fisher Hartman Racing    | Honda     | 0          | Baleset Franchitti-vel | 2        | 0                        | 10   |
| † Hunter-Reay és Castroneves 30 másodperces büntetést kapott, mert Hunter-Reay Sato-t, Castroneves Barrichello-t lökte ki az utolsó körben. |    |                     |                                |           |            |                        |          |                          |      |

### Verseny statisztikák
A verseny alatt 9-szer változott az élen álló személye 6 versenyző között.
| Változás az élen | Változás az élen |
| Kör              | Élen             |
| ---------------- | ---------------- |
| 5                | Justin Wilson    |
| 20               | Szató Takuma     |
| 28               | Ryan Hunter-Reay |
| 29               | Ryan Briscoe     |
| 34               | Simon Pagenaud   |
| 48               | Szató Takuma     |
| 56               | Ryan Hunter-Reay |
| 59               | Simon Pagenaud   |
| 71               | Will Power       |

| Élen töltött körök száma | Élen töltött körök száma           |
| Körök                    | Versenyző                          |
| ------------------------ | ---------------------------------- |
| 26                       | Simon Pagenaud                     |
| 16                       | Szató Takuma                       |
| 15                       | Justin Wilson, Will Power          |
| 5                        | Ryan Briscoe                       |
| 4                        | Dario Franchitti, Ryan Hunter-Reay |

| Sárga zászlók: 3 alkalommal összesen 12 körön át | Sárga zászlók: 3 alkalommal összesen 12 körön át                  |
| Körök                                            | Ok                                                                |
| ------------------------------------------------ | ----------------------------------------------------------------- |
| 1-3                                              | #10-es és #67-es autó balesete az 1-es kanyarban                  |
| 20-21                                            | #7-es autó balesete a 9-es kanyarban                              |
| 23-29                                            | #6-os, #26-os, #38-as, #98-as autó balesete a 8-as/9-es kanyarban |

## Bajnokság állása a verseny után
Pilóták bajnoki állása
| Pozíció | Pilóta             | Pontok |
| ------- | ------------------ | ------ |
| 1       | Will Power         | 127    |
| 2       | Hélio Castroneves  | 103    |
| 3       | Simon Pagenaud (R) | 100    |
| 4       | Scott Dixon        | 96     |
| 5       | James Hinchcliffe  | 95     |

Gyártók bajnoksága
| Pozíció | Gyártó    | Pontok |
| ------- | --------- | ------ |
| 1       | Chevrolet | 27     |
| 2       | Honda     | 18     |
| 3       | Lotus     | 12     |